# إلينا إيفانوفا
إلينا إيفانوفا (19 يونيو 1989 - ) هي لاعبة كرة طائرة كازاخستان في مركز وسط ‏.

## وصلات خارجية
- إلينا إيفانوفا على موقع عالم الكرة الطائرة (الإنجليزية)